# Atrasana centralis
Atrasana centralis är en fjärilsart som beskrevs av Sergius G. Kiriakoff 1960. Atrasana centralis ingår i släktet Atrasana och familjen tandspinnare. Inga underarter finns listade i Catalogue of Life.